# William Alphonso Murrill
William Alphonso Murrill (n. 13 octombrie 1869, Lynchburg, Virginia – d. 25 decembrie 1957, Gainesville, Florida) a fost un botanist și micolog, scriitor american, cunoscut pentru cercetările sale asupra ordinelor Agaricales,  Boletales și Polyporaceae. Abrevierea numelui său în cărți științifice este Murrill.

## Biografie
William s-a născut ca unul din șapte copii al soților Samuel L. Murrill și Virginia Woodroof Murrill, o familie de agricultori de proveniență galeză, irlandeză și scoțiană foarte religioasă. La vârsta de 12 ani a intrat la „Virginia Agricultural and Mechanical College” în Blacksburg, Virginia. A absolvit studiile în 1887 cu cele mai mari distincții, primind diploma de bachelor în științe în 1887. O diplomă suplimentară de bachelor în științe a fost primită de la Randolph Macon College din Ashland Virginia, în 1889 precum gradul de bachelor în arte în 1890 și gradul de master în arte în 1891. De asemenea, a studiat în acest timp și limba latină precum cea greacă veche,  muzica] (pian) și filosofia. În toți acei ani de studiu l-a ajutat pe tatăl său la munca de fermă în vară, având astfel posibilitatea de a observa atent și îndeaproape natura.
Apoi, în 1897, Murrill și-a luat doctoratul de la Universitatea Cornell din Ithaca, statul New York, în 1897, sub supervizarea profesorul său George Francis Atkinson  (1854-1918) o autoritate principală în taxonomia basidiomicetelor. După acest succes, s-a căsătorit cu Edna Lee Lutrell ( 1 septembrie 1897). Soții au avut un singur fecior, născut în 1899, care a murit în copilărie.
Din 1904 a lucrat ca curator adjunct la herbarul al New York Botanical Garden (NYBG) și biblioteca Universității Columbia din New York. În colaborare cu NYBG, a fondat revista științifică Mycologia (1909), existentă până în prezent (2024),  fiind prim-editorul ei timp de 15 ani.

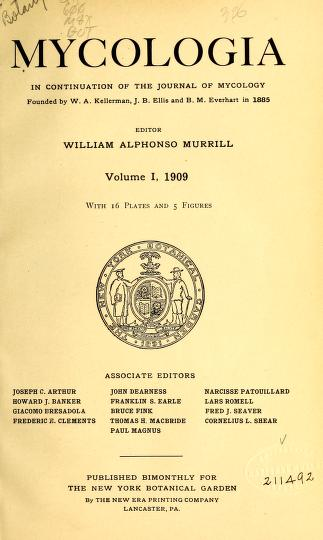
Mycologia cover

Deși Murrill a fost o persoană foarte influentă la NYBG, astfel a acționat ca director adjunct (1908-1919) și a devenit curator și supraveghetor al instrucțiunii publice (1919-1924), personalitatea sa destul de excentrică a cauzat probleme cu locul de muncă. A plecat în excursiile sale anuale de colectare  prin Europa, de-a lungul Coastei de Est a SUA, a Coastei Pacificului, prin Mexic și Caraibe, uneori fără să-și informeze vreunul dintre colegii săi în prealabil. Aceste călătorii au dus însă la un total cumulat de 70.000 de exemplare, dintre care 1.400 sunt depuse în NYBG până în prezent.
În 1924,  Murrill a dispărut fără veste timp de opt luni. Nimeni a fost sigur dacă mai trăia și Grădina i-a ocupat postul. S-a descoperit mai târziu că Murrill avusese o afecțiune renală și a stat de fapt într-un spital francez rural în timpul acestor opt luni, incapabil să trimită vești înapoi soției sau angajatorului său.  
Când s-a întors în sfârșit la New York, a fost extrem de supărat să afle că își pierduse locul de muncă. Grădina Botanică i-a oferit în compensație doar o funcție care a fost mult redusă atât ca salariu, cât și ca prestigiu. În acest timp, a fost internat intermitent pentru „instabilități nervoase și epuizare fizică”. Soția lui, simțindu-se neglijată, a divorțat de el în acest timp. Cu inima frântă și nemulțumit din punct de vedere profesional, s-a întors apoi în statul său natal, Virginia, pentru a locui într-o cabană din lemn, cu probleme financiare și mintale.
S-a știut puțin despre locul unde se aflase Murrill până când, în 1926, George F Weber, micolog și patolog de plante de la Universitatea din Florida, a vizitat împreună cu soția sa o stațiune din Gainesville numită Tin Can Tourist Camp, unde l-a recunoscut pe Murrill în sala de recreere, acesta oferind un concert de pian pentru turiștii trecători. Mai târziu a ieșit la iveală că Murrill vizitase frecvent Florida în ultimii ani în timpul iernii pentru a colecta ciuperci. 
În primăvara următoare, Murrill a fost afectat de o altă erupție la rinichi. Și-a petrecut restul primăverii și vara, recuperându-se la infirmeria a Universității din Florida. După ce și-a revenit, Murrill a descoperit că acum era vârful sezonului ciupercilor din Florida și i-a cerut lui Weber niște provizii de colectare, un birou și un microscop. Weber i-a instalat lui Murrill un birou permanent și un spațiu de cercetare în singurul loc pe care l-a putut găsi – un palier pe o scară lângă Herbarul Universității. Weber a aranjat, de asemenea, ca 600 de dolari rămași în drepturi de publicare să fie trimise lui Murrill și a reușit să obțină o mică bursă pentru el. Murrill sa mutat definitiv în Florida din Virginia, construind o casă mică și petrecându-și ultimii 34 de ani din viață acolo, unde a început să colecteze peste tot campusul și zonele învecinate în următorii 34 de ani din viața sa, descriind multe specii de ciuperci noi, dar, din 1941 șa de plante, dintre care 700 de colecții de tip sunt depozitate în Herbarul Fungic (FLAS) al Institutului pentru Științe Alimentare și Agricole de la Universitatea din Florida. Astfel, Murrill a devenit o figură familiară în jurul campusului Gainesville, cunoscută de mulți ca „omul ciupercă”. 
În timp ce s-a prezentat din nou la infirmeria universității pentru o boală, s-a prăbușit în timp ce medicul îl examina. În ultimele sale zile, a spus că nu voia să moară pentru că ar mai fi prea multă muncă interesantă de făcut. Totuși l-a învins moartea în ziua Crăciunului al anului 1957.
Murrill a publicat 510 lucrări științifice, inclusiv lucrări și note micologice și botanice, note generale, rapoarte diverse, recenzii, biografii și articole populare despre istoria naturală. În timpul vieții sale, Murrill a descris aproximativ 1453 de specii și variații noi din ordinele Agaricales, Boletales și Polyporales. Patru genuri pe care le-a descris sunt încă valabile până în zilele noastre, Marasmiellus (1915), Polymarasmius  (!915),  Suillellus  (1909) și  Volvariopsis (1911). Cele mai multe exemplare de tip se află în New York.
Referințe pentru biografie: 